# 心身二分法
心身二分法（Mind-body dichotomy），是指一种认为精神现象在某种程度上独立于身体的观念。它是二元论的出发点，透过笛卡尔的哲学而为西方世界关注，虽然它在一些亚里士多德之前的理念（如柏拉图）和阿维森纳主义中已经出现。
心身二分法现实观往往使人认为肉体是没多大价值的。对心身二分法的排斥可以在法国结构主义中找到，那是战后法国哲学的通常立场。